# Landsrätt
Ej att förväxla med landsret, en dansk appellationsdomstol, eller Landsrätten, en medeltida finsk domstol.
Landsrätt (fornsvenska lands rætter) var i svenska juridiska sammanhang ursprungligen en beteckning på landskapets allmänna lag, och blev senare beteckningen för de lagar och rättsliga bestämmelser som gällde för landsbygden och dess invånare, till skillnad från den rätt som gällde städerna och deras befolkning.
Landsrätten fanns sammanförd i landslagen och stadsrätten i stadslagen. Genom 1734 års lag försvann de särskilda lands- och stadslagarna i Sverige, men domstolsväsendet och administrationen fortsatte under lång tid att vara ordnade på olika sätt i stad och landsbygd. De sista resterna av detta upphörde först 1971, då rådhusrätterna och häradsrätterna avskaffades och ersattes med tingsrätter, samtidigt som kommunreformen innebar att en enhetlig kommuntyp infördes, istället för de tidigare tre.
Under lång tid efter att 1734 års lag infördes fanns, inom en och samma lag, olika rättsregler för landsbygden och städerna, till exempel med avseende på arvsrätt, bördsrätt och giftorätt. Enligt särskilda regler gällde landsrätten för medlemmar av adelsståndet även om de bodde i stad, och stadsrätten tillämpades på prästfamiljer på landsbygden.

## Stad under landsrätt
Städerna hade länge sin egen organisation för förvaltning och jurisdiktion, med rådhusrätter som domstolar. Några undantag fanns dock, och dessa städer ingick i den omgivande domsagan, där en häradsrätt var domstol. Beteckningen för detta var "stad under landsrätt" eller "fögderistad". En stad som hade rådhusrätt brukade ibland kallas för magistratsstad för att skilja dem från stad under landsrätt. Dock gällde samma regler för stad under landsrätt som för övriga städer med avseende på bland annat byggnadsstadga, hälsovårdsstadga och ordningsstadga. En stad under landsrätt leddes av en kommunalborgmästare.
I början av 1900-talet gällde detta förhållande enbart städerna Borgholms stad och Haparanda stad, men antalet ökade sedan under 1900-talet. Detta berodde på att alla nya svenska städer som fick stadsrättigheter från 1909 bibehölls under landsrätt, d.v.s. inga nya rådhusrätter skapades. På samma sätt skapades inga rådhusrätter i de finländska städer som bildades från 1960 heller. En bidragande anledning var att det ansågs ekonomiskt betungande för små städer att ha en egen juridsdiktion. När tjänsten som borgmästare blev ledig i mindre städer efter 1909, genomfördes en utredning om staden skulle läggas under landsrätt, och stadens eget önskemål spelade då en stor roll. Öregrund och Östhammar blev på detta sätt städer under landsrätt år 1919. I de fallen där staden motsatte sig en förändring, vilket var det vanligaste, återbesattes borgmästarbefattningen.
Efter att Nils Herlitz 1923 gjorde en utredning kring frågan, antog 1924 års riksdag en lag om stads läggande under landsrätt, som promulgerades 13 juni 1924. Den innebar att rådhusrätten kunde upphöra och staden läggas under landsrätt om stadsfullmäktige begärde detta eller samtyckte till förändringen. I städer med mindre än 3 000 invånare kunde detta ske då borgmästartjänsten blev ledig, även utan sådant samtyckte. Dock kunde stadsfullmäktige stoppa förändringen genom ett beslut med kvalificerad majoritet på två tredjedelar. I sådana fall, ledig borgmästartjänst och under 3 000 invånare, kunde också kunglig majestät starta en utredning i länsstyrelsens regi om staden skulle läggas under landsrätt.